# Цетинско-барские говоры

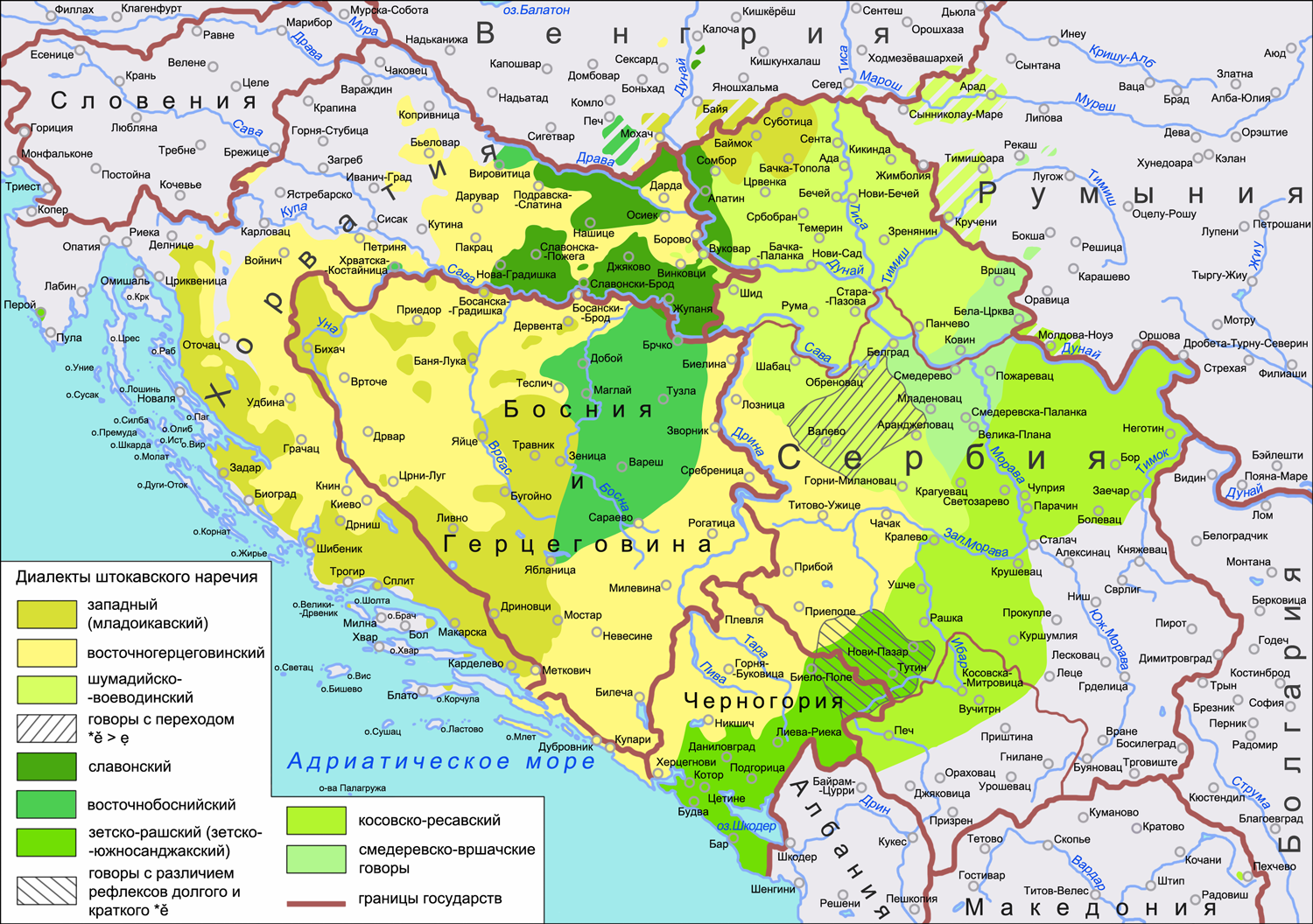
Ареал зетско-рашского диалекта с областью цетинско-барских говоров в его юго-западной части на карте штокавского наречия

Це́тинско-ба́рские говоры (также старочерногорско-приморские говоры; серб. цетињско-барски поддијалекат / cetinjsko-barski poddijalekat, староцрногорско-приморски поддијалекат / starocrnogorsko-primorski poddijalekat) — говоры зетско-рашского диалекта сербского языка / штокавского наречия сербохорватского языкового континуума. Размещены в южных районах Черногории в окрестностях городов Цетине и Бар. Представляют собой одну из четырёх групп говоров зетско-рашского ареала (поддиалектов — по терминологии, принятой сербскими диалектологами) наряду с белопавличско-васоевичскими, озриничско-брочанацкими и сеничско-новопазарскими говорами (поддиалектами). Характеризуются как наиболее архаичные сербские иекавские говоры.
Помимо названия «цетинско-барские», которое используется, в частности, в издании «Srpski dijalekti» М. Окуки (2008), для указанной группы говоров применяют также название «старочерногорско-приморские». Одними из первых выделили и описали цетинский диалектный тип (в ареале четырёх нахий Старой Черногории и побережья от Боки до Бара) и барский диалектный тип (в окрестностях Бара, в области Зупци и на территории бывшего племени мрковичей) Р. Бошкович и М. Малецкий в работе «Istraživanja dijalekata Stare Crne Gore s osvrtom na susedne govore» (L’examen des dialectes du Vieux Monténégro, 1932).

## Область распространения
Цетинско-барские говоры занимают юго-западную часть ареала зетско-рашского диалекта, которая выделяется наибольшей диалектной дифференциаций и наиболее архаичными диалектными чертами. Область распространения данных говоров охватывает территории бывших Лешанской и Риекской нахий, территории черногорских племён цуце, белице, чекличей, негушей и загарачан в бывшей Катунской нахии в Старой Черногории, территорию жупы Грбаль (между полуостровом Луштица и городом Будва) и племени паштровичей (к юго-востоку от Грбали) в Приморье, территории племён пиперов, братоножичей и кучей в области Брда, а также пояс от побережья Скадарского озера до гор Комови. Кроме того, к цетинско-барским говорам относят переселенческие говоры — перойский (в селении Перой на полуострове Истрия в Хорватии) и врачанские (в сёлах региона Врака к северу от Шкодера в Албании).

## Диалектные особенности

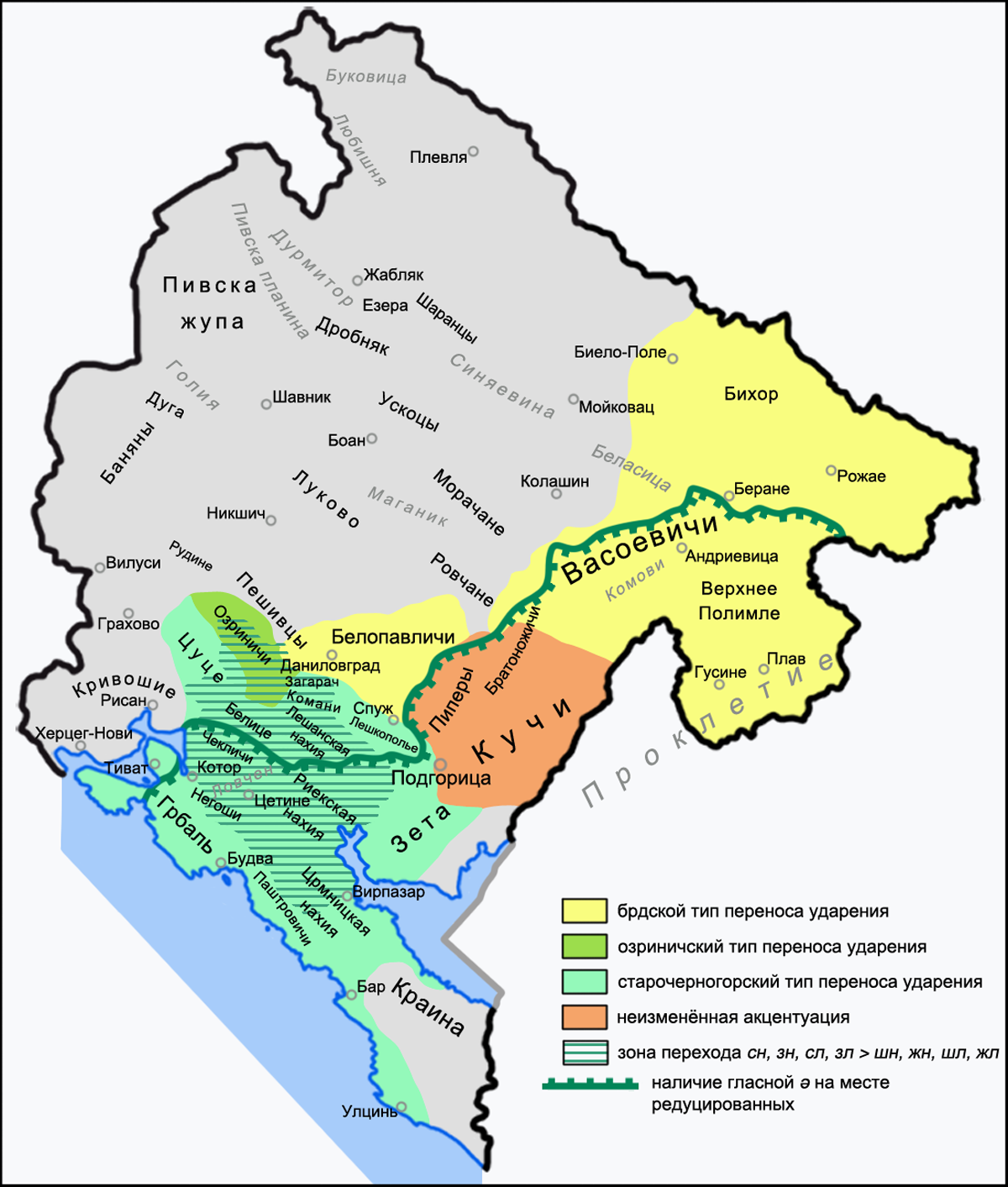
Диалектные явления в говорах зетско-рашского диалекта на территории Черногории согласно исследованиям Пешикан, Митар

Цетинско-барские говоры характеризуются следующими диалектными признаками, часть из которых представляет собой сравнительно архаичные явления:
- старейший тип акцентуации без тональных оппозиций;
- преимущественно последовательный иекавский рефлекс праславянской *ě;
- наличие гласной ə на месте редуцированных в сильной позиции (за исключением говоров региона Загарач и северного побережья Скадарского озера);
- преобладающее по говорам сохранение фонемы h; частичное оглушение звонких согласных в конце слова в некоторых говорах; переход групп согласных sn, zn, sl, zl в šn, žn, šl, žl: šnȁha «сноха», žnâdēm «знаю», šlȉnāv «слюнявый, сопляк», na žlî pût; неразличение фонем l’ и l;
- переход -ао > -ā : doša «пришёл», poša «пошёл»;
- наличие местоимений типа nečesov, ničesov, čegović, kogović и т. п.;
- употребление конструкций с именами существительными в форме родительного падежа типа uzmi to iz Marka;
- сравнительное широкое распространение заимствований из романских языков.

## История изучения
Цетинско-барские говоры в их локальных разновидностях с их различными языковыми аспектами являются предметом изучения большого числа диалектологов. Определением места цетинско-барских говоров в зетско-рашском диалектном ареале занимались такие исследователи, как Р. Бошкович, М. Малецкий, М. Стеванович, М. Пешикан, А. Чиргич и другие исследователи. Перойский говор полуострова Истра изучали Д. Брозович («Izvještaj o dijalekatskom istraživanju u selu Peroju u Istri», 1961), Й. Рибарич, А. Чилаш, М. Лончарич («O govoru Peroja», 1997—1998), М. Никчевич и другие исследователи. М. Малецкий опубликовал исследование о говоре племени цуце («Charakterystyka gwary Cuców na tle sąsiednich dialektów czarnogórskich», 1931), а Б. Милетич издал монографию о црмницких говорах («Crmnički govor», 1940). Р. Алексич занимался изучением паштровичских («Izveštaj o govorima Paštrovića», 1939), а также грбальских и других приморских говоров («Izveštaj o ispitivanju govora krtolskog, muljanskog i grbaljskog», 1953), М. Йованович исследовал пиперские и паштровичские говоры («Sistem akcentuacije u govoru Pipera — od Stevanovićevog opisa do savremenog stanja», 2002, «Govor Paštrovića», 2005), Д. Петрович — пиперские и врачанские говоры, издав при этом ряд работ по вокализму, акцентуации, морфологии и синтаксису говоров Враки. Также пиперские говоры изучал М. Стеванович («Sistem akcentuacije u piperskom govoru», 1940), а изучением врачанских говоров занимался Б. Маркович. Д. Чупич и Ж. Чупич издали в 1997 году словарь говоров Загарача. Кроме того, Д. Чупич издал работу по ономастике Загарача (1983).